# Levin Öztunalı
Levin Mete Öztunalı (Hamburg, 15 maart 1996) is een Duits-Turks voetballer die doorgaans als linksbuiten speelt. Hij debuteerde in 2013 in het betaald voetbal voor Bayer 04 Leverkusen in de Bundesliga.. In juli 2023 maakte hij de overstap van 1. FC Union Berlin naar Hamburger SV, waar hij nog steeds onder contract staat. Eind 2024 werd hij door trainer Merlin Polzin uit de selectie gezet en terugverwezen naar het tweede elftal, waarvoor hij sindsdien geen officiële wedstrijden speelde.

## Clubcarrière
Öztunalı begon zijn voetbalcarrière bij TuRa Harksheide en speelde vervolgens van 2004 tot 2006 in de jeugd van Eintracht Norderstedt. Op tienjarige leeftijd werd hij opgenomen in de jeugdopleiding van Hamburger SV. Na zeven jaar in de jeugd van HSV maakte hij in juli 2013 de overstap naar Bayer Leverkusen.

### Bayer Leverkussen
In februari 2013 tekende Öztunalı een contract tot medio 2018 bij Bayer Leverkusen. Enkele maanden later, op 10 augustus, maakte hij zijn debuut in het betaald voetbal tijdens de openingswedstrijd van het Bundesliga-seizoen 2013/14 tegen SC Freiburg. Hoofdtrainer Sami Hyypiä bracht hem drie minuten voor tijd in het veld voor Gonzalo Castro. Met 17 jaar en 146 dagen werd hij daarmee de jongste debutant in de clubgeschiedenis van Leverkusen. In de rest van het seizoen kwam hij sporadisch in actie, meestal als invaller. Ook in zijn tweede seizoen (2014/15), onder de nieuwe trainer Roger Schmidt, bleef zijn speeltijd beperkt. Op 1 oktober 2014 maakte hij zijn Europese debuut in de Champions League, toen hij in de 70e minuut inviel tegen Benfica voor  Karim Bellarabi . Om meer ervaring op te doen, werd hij in de winterstop van dat seizoen voor anderhalf jaar verhuurd aan Werder Bremen. Na zijn terugkeer koos Öztunalı voor een definitieve overstap naar 1. FSV Mainz 05.

#### Verhuur aan Werder Bremen
Op 1 februari 2015 speelde Öztunalı zijn eerste wedstrijd voor Werder Bremen, tijdens de thuiswedstrijd tegen Hertha BSC. Hoofdcoach Viktor Skrypnyk gaf hem in het Weserstadion direct een basisplaats. Op 23 mei 2015, in de laatste speelronde van het seizoen, maakte hij zijn eerste doelpunt in het betaald voetbal. In de uitwedstrijd tegen Borussia Dortmund bracht hij zijn ploeg in de 26e minuut op een 2-1 voorsprong, na een voorzet van Zlatko Junuzović. Bremen verloor het duel uiteindelijk met 3-2. In het seizoen 2015/16 bleef Öztunalı een vaste waarde in het elftal en vocht hij met Werder tegen degradatie. Op de laatste speeldag stelde de ploeg handhaving veilig door een 1-0 zege op Eintracht Frankfurt. Deze wedstrijd betekende voor Öztunalı zijn laatste optreden voor de club; hij keerde daarna terug naar Bayer Leverkusen 

### 1. FSV Mainz 05
In augustus 2016 tekende Öztunalı een contract bij 1. FSV Mainz 05, dat hem tot medio 2021 aan de Zuid-Duitse club verbond. Hij maakte zijn debuut in de Bundesliga op 27 augustus 2016, tijdens de eerste speelronde van het seizoen 2016/17 in de uitwedstrijd tegen Borussia Dortmund. In het Signal Iduna Park viel hij in de 71e minuut in voor  Suat Serdar. Een week later stond hij voor het eerst in de basis, tijdens de thuiswedstrijd tegen TSG 1899 Hoffenheim, en maakte hij ook zijn eerste doelpunt voor de club. In het met 4-4 gelijkgespeelde duel bracht hij Mainz in de 43e minuut op een 4-1 voorsprong na een voorzet van Pablo De Blasis. Op 29 september 2016 maakte hij zijn eerste Europese doelpunt, in de groepsfase van de  Europa League tegen FK Qabala uit Azerbeidzjan. In de met 2-3 gewonnen uitwedstrijd scoorde hij in de 78e minuut het winnende doelpunt na een assist van Fabian Frei. Het betekende tevens de eerste Europese overwinning in de clubgeschiedenis van Mainz.
In zijn tweede seizoen bij Mainz was Öztunalı onder de nieuwe trainer Sandro Schwarz een vaste waarde in het basiselftal. Hij speelde 25 competitiewedstrijden en streed met de club het hele seizoen tegen degradatie. Dankzij een 14e plaats in de eindrangschikking verzekerde Mainz zich van een nieuw seizoen in de Bundesliga. In het seizoen 2018/19 miste Öztunalı de eerste competitiewedstrijden door een spierblessure. Na zijn herstel had hij moeite om zijn plaats in het elftal te heroveren en kwam hij tot slechts elf basisplaatsen. In zijn vierde seizoen begon hij op 19 oktober 2019 voor het eerst in de basis, tijdens de met 1–2 gewonnen uitwedstrijd tegen SC Paderborn 07. Met twee assists droeg hij significant bij aan de overwinning. Vanaf dat moment behield hij zijn basisplaats gedurende de rest van het seizoen. Na afloop van zijn vijfde seizoen, waarin hij tot 123 officiële wedstrijden kwam voor Mainz, verliet hij de club om een nieuw avontuur aan te gaan bij 1. FC Union Berlin.

### 1. FC Union Berlin
In de zomer van 2021 maakte Öztunalı transfervrij de overstap naar 1. FC Union Berlin. Hij debuteerde op 14 augustus 2021 in de Bundesliga voor de club uit de hoofdstad, in de thuiswedstrijd tegen zijn oude werkgever Bayer Leverkusen. Trainer Urs Fischer bracht hem in de 64e minuut in het veld voor  Marcus Ingvartsen Enkele dagen later stond hij voor het eerst in de basis, in kwalificatiewedstrijd voor de Conference League tegen het Finse KuPS. Het uitduel in Helsinki werd met 0–4 gewonnen. Vanaf de zesde speelronde schakelde Fischer over op een ander spelsysteem, waardoor Öztunalı minder speeltijd kreeg in de Bundesliga. In tegenstelling tot de competitie kwam hij in Europa meerdere keren in actie, waaronder tweemaal als basisspeler. Na de winterstop wist hij zich tijdelijk terug in de ploeg te spelen, totdat hij in maart enkele weken uitviel vanwege een besmetting met COVID-19. Na zijn herstel kwam hij nauwelijks meer aan spelen toe. In zijn tweede seizoen bij Union had Öztunalı opnieuw moeite om zich in de ploeg te spelen, mede door de concurrentie van Janik Haberer, Genki Haraguchi en Morten Thorsby.] Hij kwam nauwelijks in actie en kreeg aan het einde van het seizoen geen nieuw contract. Hierop keerde hij terug naar zijn "jeugdliefde" Hamburger SV.

### Hamburger SV
In juni 2023 keerde Öztunalı na tien jaar terug bij Hamburger SV, waar hij een contract voor drie seizoenen tekende. Hij maakte zijn comeback op 28 juli 2023 tijdens de openingswedstrijd van het seizoen 2023/24, een met 5–3 gewonnen thuiswedstrijd tegen  Schalke 04. Trainer Tim Walter stelde hem direct op in de basis en wisselde hem in de 78e minuut voor Jean-Luc Dompé, zijn directe concurrent op de vleugel.[3] Ook Ignace Van der Brempt, Guilherme Ramos en Immanuel Pherai maakten in die wedstrijd hun debuut voor de club. In de daaropvolgende wedstrijden begon Öztunalı telkens in de basis, totdat hij zijn plaats verloor aan Dompé. Na de trainerswissel, waarbij Walter werd vervangen door Steffen Baumgart vanwege tegenvallende resultaten, veranderde zijn rol niet; hij bleef voornamelijk bankzitter. Hamburger SV eindigde het seizoen als vierde en miste daardoor voor het zesde jaar op rij promotie naar de Bundesliga. Ook in het seizoen 2024/25 bleef Öztunalı beperkt tot korte invalbeurten. Na dertien speelrondes werd Baumgart ontslagen en opgevolgd door assistent-trainer Merlin Polzin. Deze besloot Öztunalı samen met Moritz Heyer terug te zetten naar het tweede elftal. Öztunalı kwam daar echter niet in actie.

## Clubstatistieken
| Seizoen                        | Club                | Competitie      | Competitie | Competitie | Beker | Beker | Internationaal | Internationaal | Overig | Overig | Totaal | Totaal |
| Seizoen                        | Club                | Competitie      | Wed.       | Dlp.       | Wed.  | Dlp.  | Wed.           | Dlp.           | Wed.   | Dlp.   | Wed.   | Dlp.   |
| ------------------------------ | ------------------- | --------------- | ---------- | ---------- | ----- | ----- | -------------- | -------------- | ------ | ------ | ------ | ------ |
| 2013/14                        | Bayer 04 Leverkusen | 1. Bundesliga   | 9          | 0          | —     | —     | —              | —              | 13     | 1      | 22     | 1      |
| 2014/15                        | Bayer 04 Leverkusen | 1. Bundesliga   | 6          | 0          | 1     | 0     | 1              | 0              | 3      | 0      | 11     | 1      |
| 2014/15                        | → Werder Bremen     | 1. Bundesliga   | 16         | 1          | 1     | 0     | —              | —              | —      | —      | 17     | 1      |
| 2015/16                        | → Werder Bremen     | 1. Bundesliga   | 25         | 1          | 4     | 0     | —              | —              | —      | —      | 29     | 1      |
| 2016/17                        | 1. FSV Mainz 05     | 1. Bundesliga   | 30         | 5          | 1     | 0     | 5              | 1              | —      | —      | 36     | 2      |
| 2017/18                        | 1. FSV Mainz 05     | 1. Bundesliga   | 25         | 0          | 1     | 0     | —              | —              | —      | —      | 26     | 0      |
| 2018/19                        | 1. FSV Mainz 05     | 1. Bundesliga   | 15         | 0          | 1     | 0     | —              | —              | —      | —      | 16     | 0      |
| 2019/20                        | 1. FSV Mainz 05     | 1. Bundesliga   | 27         | 4          | —     | —     | —              | —              | —      | —      | 27     | 4      |
| 2020/21                        | 1. FSV Mainz 05     | 1. Bundesliga   | 17         | 1          | 1     | 0     | —              | —              | —      | —      | 18     | 1      |
| 2021/22                        | 1. FC Union Berlin  | 1. Bundesliga   | 18         | 0          | 1     | 0     | 5              | 0              | —      | —      | 24     | 0      |
| 2022/23                        | 1. FC Union Berlin  | 1. Bundesliga   | 2          | 0          | —     | —     | —              | —              | —      | —      | 20     | 0      |
| 2023/24                        | Hamburger SV        | 2. Bundesliga   | 19         | 0          | 3     | 0     | —              | —              | —      | —      | 22     | 0      |
| 2024/25                        | Hamburger SV        | 2. Bundesliga   | 2          | 0          | —     | —     | —              | —              | —      | —      | 2      | 0      |
| Carrière totaal                | Carrière totaal     | Carrière totaal | 211        | 12         | 14    | 0     | 11             | 1              | 16     | 1      | 252    | 13     |
| Bijgewerkt tot 2 december 2014 |                     |                 |            |            |       |       |                |                |        |        |        |        |

## Interlandcarrière
"Öztunalı kwam uit voor diverse Duitse jeugdelftallen en nam met die teams deel aan zowel Europese als wereldkampioenschappen. Met Duitsland –19en Duitsland –21 werd hij Europees kampioen. In totaal speelde hij 73 jeugdinterlands, waarin hij elf keer tot scoren kwam. Tijdens zijn interlandcarrière bij de jeugd speelde hij samen met onder anderen Joshua Kimmich, Maximilian Mittelstädt, Jonathan Tah en Serge Gnabry.

### Duitse jeugdelftallen
Op 9 november 2010 maakte de toen 14-jarige Öztunalı zijn debuut voor Duitsland –15 in de met 5-1 gewonnen thuiswedstrijd tegen Polen. Hij kwam in de 42e minuut het veld in. Timo Werner maakte eveneens zijn debuut en scoorde drie van de vijf doelpunten. Op 7 juni 2011 maakte Öztunalı zijn eerste doelpunt voor Duitsland –15 tijdens een met 3-1 gewonnen oefenwedstrijd tegen Portugal. Hij opende de score in de 14e minuut. Julian Brandt was een van de andere doelpuntenmakers in die wedstrijd.  
In 2014 werd Öztunalı door bondscoach Marcus Sorg geselecteerd voor Duitsland –19 om deel te nemen aan het Europees kampioenschap in Hongarije. In de halve finale hielp hij zijn team met een doelpunt in de 58e minuut aan een 4-0 zege op  Oostenrijk. In de finale versloeg Duitsland Portugal met 1-0 dankzij een doelpunt van Hany Mukhtar; Öztunalı speelde de volledige wedstrijd mee. In 2015 maakte hij deel uit van de  Duitsland –20-selectie onder leiding van Frank Wormuth tijdens het wereldkampioenschap in Nieuw-Zeeland. In de achtste finale was hij trefzeker, wat leidde tot een 1-0 overwinning op Nigeria.  Duitsland strandde in de kwartfinale na strafschoppen tegen Mali, ondanks een benutte penalty van Öztunalı. Hij stond in alle vijf wedstrijden van het toernooi in de basis.  
Öztunalı werd in 2017 door bondscoach Stefan Kuntz geselecteerd voor Duitsland –21 om deel te nemen aan het  Europees kampioenschap in Polen. Duitsland bereikte de finale en versloeg Spanje met 1-0 dankzij een doelpunt van Mitchell Weiser. Öztunalı kwam tijdens het toernooi slechts 13 minuten in actie, waarvan drie minuten in de gewonnen finale. Twee jaar later werd hij opnieuw door Kuntz geselecteerd voor het Europees kampioenschap onder 21 , ditmaal in Italië en San Marino. Na een ongeslagen groepsfase verloor Duitsland in de finale met 2-1 van Spanje. Öztunalı startte in alle vijf wedstrijden en de finale was zijn laatste jeugdinterland.   
| Jeugdinterlands van Levin Öztunalı voor Duitsland () | Jeugdinterlands van Levin Öztunalı voor Duitsland () | Jeugdinterlands van Levin Öztunalı voor Duitsland () | Jeugdinterlands van Levin Öztunalı voor Duitsland () | Jeugdinterlands van Levin Öztunalı voor Duitsland () | Jeugdinterlands van Levin Öztunalı voor Duitsland () |
| №                                                    | Datum                                                | Wedstrijd                                            | Uitslag                                              | Soort Wedstrijd                                      | Doelpunten                                           |
| Als speler bij Duitsland –15                         | Als speler bij Duitsland –15                         | Als speler bij Duitsland –15                         | Als speler bij Duitsland –15                         | Als speler bij Duitsland –15                         | Als speler bij Duitsland –15                         |
| ---------------------------------------------------- | ---------------------------------------------------- | ---------------------------------------------------- | ---------------------------------------------------- | ---------------------------------------------------- | ---------------------------------------------------- |
| 1.                                                   | 9 november 2010                                      | Duitsland – Polen                                    | 5 – 1                                                | Vriendschappelijk                                    |                                                      |
| 2.                                                   | 11 november 2010                                     | Duitsland – Polen                                    | 2 – 0                                                | Vriendschappelijk                                    |                                                      |
| 3.                                                   | 7 juni 2011                                          | Duitsland – Portugal                                 | 3 – 1                                                | Vriendschappelijk                                    | Goal                                                 |
| 4.                                                   | 9 juni 2011                                          | Duitsland – Portugal                                 | 4 – 0                                                | Vriendschappelijk                                    |                                                      |
| Als speler bij Duitsland –16                         |                                                      |                                                      |                                                      |                                                      |                                                      |
| 1.                                                   | 11 oktober 2011                                      | Duitsland – Oekraïne                                 | 1 – 2                                                | Vriendschappelijk                                    |                                                      |
| 2.                                                   | 24 november 2011                                     | Cyprus – Duitsland                                   | 1 – 2                                                | Vriendschappelijk                                    |                                                      |
| 3.                                                   | 21 februari 2012                                     | Spanje – Duitsland                                   | 1 – 2                                                | Vriendschappelijk                                    |                                                      |
| 4.                                                   | 23 februari 2012                                     | Spanje – Duitsland                                   | 4 – 1                                                | Vriendschappelijk                                    |                                                      |
| 5.                                                   | 30 mei 2012                                          | Frankrijk – Duitsland                                | 1 – 2                                                | Vriendschappelijk                                    |                                                      |
| Als speler bij Duitsland –17                         |                                                      |                                                      |                                                      |                                                      |                                                      |
| 1.                                                   | 12 september 2012                                    | Duitsland – Nederland                                | 2 – 0                                                | Vriendschappelijk                                    |                                                      |
| 2.                                                   | 14 september 2012                                    | Duitsland – Italië                                   | 0 – 2                                                | Vriendschappelijk                                    |                                                      |
| 3.                                                   | 17 september 2012                                    | Duitsland – Israël                                   | 1 – 2                                                | Vriendschappelijk                                    |                                                      |
| 4.                                                   | 5 oktober 2012                                       | Andorra – Duitsland                                  | 1 – 10                                               | EK-kwalificatie                                      |                                                      |
| 5.                                                   | 8 oktober 2012                                       | Duitsland – Finland                                  | 8 – 1                                                | EK-kwalificatie                                      |                                                      |
| 6.                                                   | 6 november 2012                                      | Duitsland – Tsjechië                                 | 0 – 1                                                | Vriendschappelijk                                    |                                                      |
| 7.                                                   | 8 november 2012                                      | Duitsland – Tsjechië                                 | 2 – 2                                                | Vriendschappelijk                                    |                                                      |
| 8.                                                   | 8 februari 2013                                      | Engeland – Duitsland                                 | 1 – 2                                                | Vriendschappelijk                                    |                                                      |
| 9.                                                   | 10 februari 2013                                     | Duitsland – Nederland                                | 3 – 1                                                | Vriendschappelijk                                    |                                                      |
| 10.                                                  | 12 februari 2013                                     | Portugal – Duitsland                                 | 1 – 1                                                | Vriendschappelijk                                    |                                                      |
| 11.                                                  | 6 maart 2013                                         | Duitsland – Georgië                                  | 4 – 1                                                | Vriendschappelijk                                    |                                                      |
| 12.                                                  | 26 maart 2013                                        | Duitsland – Bulgarije                                | 5 – 2                                                | EK-kwalificatie                                      |                                                      |
| 13.                                                  | 28 maart 2013                                        | Duitsland – Estland                                  | 6 – 0                                                | EK-kwalificatie                                      |                                                      |
| 14.                                                  | 31 maart 2013                                        | Duitsland – Oekraïne                                 | 0 – 1                                                | EK-kwalificatie                                      |                                                      |
| Als speler bij Duitsland –19                         |                                                      |                                                      |                                                      |                                                      |                                                      |
| 1.                                                   | 6 september 2013                                     | Nederland – Duitsland                                | 1 – 6                                                | Vriendschappelijk                                    | Goal                                                 |
| 2.                                                   | 10 september 2013                                    | Duitsland – Griekenland                              | 2 – 0                                                | Vriendschappelijk                                    |                                                      |
| 3.                                                   | 10 oktober 2013                                      | Duitsland – Wit-Rusland                              | 2 – 1                                                | EK-kwalificatie                                      |                                                      |
| 4.                                                   | 16 april 2014                                        | Duitsland – België                                   | 5 – 2                                                | Vriendschappelijk                                    | Goal                                                 |
| 5.                                                   | 31 mei 2014                                          | Duitsland – Litouwen                                 | 2 – 0                                                | EK-kwalificatie                                      |                                                      |
| 6.                                                   | 2 juni 2014                                          | Denemarken – Duitsland                               | 0 – 4                                                | EK-kwalificatie                                      |                                                      |
| 7.                                                   | 5 juni 2014                                          | Spanje – Duitsland                                   | 1 – 3                                                | EK-kwalificatie                                      |                                                      |
| 8.                                                   | 22 juli 2014                                         | Servië – Duitsland                                   | 2 – 2                                                | Europees kampioenschap 2014                          |                                                      |
| 9.                                                   | 25 juli 2014                                         | Duitsland – Oekraïne                                 | 2 – 0                                                | Europees kampioenschap 2014                          |                                                      |
| 10.                                                  | 28 juli 2014                                         | Duitsland – Oostenrijk                               | 4 – 0                                                | Europees kampioenschap 2014                          | Goal                                                 |
| 11.                                                  | 31 juli 2014                                         | Portugal – Duitsland                                 | 0 – 1                                                | Europees kampioenschap 2014                          |                                                      |
| Als speler bij Duitsland –20                         |                                                      |                                                      |                                                      |                                                      |                                                      |
| 1.                                                   | 3 september 2014                                     | Italië – Duitsland                                   | 0 – 1                                                | Vriendschappelijk                                    |                                                      |
| 2.                                                   | 7 september 2014                                     | Zwitserland – Duitsland                              | 0 – 0                                                | Vriendschappelijk                                    |                                                      |
| 3.                                                   | 9 oktober 2014                                       | Duitsland – Engeland                                 | 0 – 1                                                | Vriendschappelijk                                    |                                                      |
| 4.                                                   | 11 oktober 2014                                      | Duitsland – Turkije                                  | 1 – 0                                                | Vriendschappelijk                                    |                                                      |
| 5.                                                   | 13 oktober 2014                                      | Nederland – Duitsland                                | 1 – 1                                                | Vriendschappelijk                                    |                                                      |
| 6.                                                   | 21 april 2015                                        | Italië – Duitsland                                   | 2 – 1                                                | Vriendschappelijk                                    |                                                      |
| 7.                                                   | 1 juni 2015                                          | Duitsland – Fiji                                     | 8 – 1                                                | Wereldkampioenschap voetbal 2015                     |                                                      |
| 8.                                                   | 4 juni 2015                                          | Duitsland – Oezbekistan                              | 3 – 0                                                | Wereldkampioenschap voetbal 2015                     |                                                      |
| 9.                                                   | 7 juni 2015                                          | Honduras – Duitsland                                 | 1 – 5                                                | Wereldkampioenschap voetbal 2015                     |                                                      |
| 10.                                                  | 11 juni 2015                                         | Duitsland – Nigeria                                  | 1 – 0                                                | Wereldkampioenschap voetbal 2015                     | Goal                                                 |
| 11.                                                  | 14 juni 2015                                         | Mali – Duitsland                                     | 5 – 4 (n.s.)                                         | Wereldkampioenschap voetbal 2015                     |                                                      |
| Als speler bij Duitsland –21                         |                                                      |                                                      |                                                      |                                                      |                                                      |
| 1.                                                   | 3 september 2015                                     | Denemarken – Duitsland                               | 2 – 1                                                | Vriendschappelijk                                    | Goal                                                 |
| 2.                                                   | 8 september 2015                                     | Oezbekistan – Duitsland                              | 0 – 3                                                | EK-kwalificatie                                      |                                                      |
| 3.                                                   | 24 maart 2016                                        | Duitsland – Faeröer                                  | 4 – 1                                                | EK-kwalificatie                                      |                                                      |
| 4.                                                   | 2 september 2016                                     | Duitsland – Slowakije                                | 3 – 0                                                | Vriendschappelijk                                    | Goal                                                 |
| 5.                                                   | 6 september 2016                                     | Finland – Duitsland                                  | 0 – 1                                                | EK-kwalificatie                                      |                                                      |
| 6.                                                   | 7 oktober 2016                                       | Duitsland – Rusland                                  | 4 – 2                                                | EK-kwalificatie                                      |                                                      |
| 7.                                                   | 11 oktober 2016                                      | Oostenrijk – Duitsland                               | 1 – 4                                                | EK-kwalificatie                                      | Goal                                                 |
| 8.                                                   | 10 november 2016                                     | Duitsland – Duitsland                                | 1 – 0                                                | Vriendschappelijk                                    |                                                      |
| 9.                                                   | 15 november 2016                                     | Polen – Duitsland                                    | 1 – 0                                                | Vriendschappelijk                                    |                                                      |
| 10.                                                  | 24 maart 2017                                        | Duitsland – Engeland                                 | 1 – 0                                                | Vriendschappelijk                                    |                                                      |
| 11.                                                  | 28 maart 2017                                        | Duitsland – Portugal                                 | 0 – 1                                                | Vriendschappelijk                                    |                                                      |
| 12.                                                  | 21 juni 2017                                         | Duitsland – Denemarken                               | 3 – 0                                                | Europees kampioenschap 2017                          |                                                      |
| 13.                                                  | 30 juni 2017                                         | Duitsland – Spanje                                   | 1 – 0                                                | Europees kampioenschap 2017                          |                                                      |
| 14.                                                  | 1 september 2017                                     | Duitsland – Hongarije                                | 1 – 2                                                | Vriendschappelijk                                    |                                                      |
| 15.                                                  | 5 september 2017                                     | Duitsland – Kosovo                                   | 1 – 0                                                | EK-kwalificatie                                      |                                                      |
| 16.                                                  | 9 november 2017                                      | Azerbeidzjan – Duitsland                             | 0 – 7                                                | EK-kwalificatie                                      | Goal                                                 |
| 17.                                                  | 9 november 2017                                      | Israël – Duitsland                                   | 2 – 5                                                | EK-kwalificatie                                      |                                                      |
| 18.                                                  | 22 maart 2018                                        | Duitsland – Israël                                   | 3 – 0                                                | EK-kwalificatie                                      | Goal                                                 |
| 19.                                                  | 27 maart 2018                                        | Kosovo – Duitsland                                   | 0 – 0                                                | EK-kwalificatie                                      |                                                      |
| 20.                                                  | 12 oktober 2018                                      | Duitsland – Noorwegen                                | 2 – 1                                                | EK-kwalificatie                                      |                                                      |
| 21.                                                  | 16 oktober 2018                                      | Duitsland – Ierland                                  | 2 – 0                                                | EK-kwalificatie                                      | Goal                                                 |
| 22.                                                  | 16 november 2018                                     | Duitsland – Nederland                                | 3 – 0                                                | Vriendschappelijk                                    |                                                      |
| 23.                                                  | 19 november 2018                                     | Italië – Duitsland                                   | 1 – 2                                                | Vriendschappelijk                                    |                                                      |
| 24.                                                  | 21 maart 2019                                        | Duitsland – Frankrijk                                | 2 – 2                                                | Vriendschappelijk                                    | Goal                                                 |
| 25.                                                  | 26 maart 2019                                        | Engeland – Duitsland                                 | 1 – 2                                                | Vriendschappelijk                                    |                                                      |
| 26.                                                  | 17 juni 2019                                         | Duitsland – Denemarken                               | 3 – 1                                                | Europees kampioenschap 2019                          |                                                      |
| 27.                                                  | 20 juni 2019                                         | Duitsland – Servië                                   | 6 – 1                                                | Europees kampioenschap 2019                          |                                                      |
| 28.                                                  | 20 juni 2019                                         | Oostenrijk – Duitsland                               | 1 – 1                                                | Europees kampioenschap 2019                          |                                                      |
| 29.                                                  | 27 juni 2019                                         | Duitsland – Roemenië                                 | 4 – 2                                                | Europees kampioenschap 2019                          |                                                      |
| 30.                                                  | 30 juni 2019                                         | Spanje – Duitsland                                   | 2 – 1                                                | Europees kampioenschap 2019                          |                                                      |
| Bijgewerkt tot 30 mei 2024                           |                                                      |                                                      |                                                      |                                                      |                                                      |

## Erelijst
| Competitie            |               |               |               |               |
| Competitie            | Aantal        | Jaren         |               |               |
| Duitsland -19         | Duitsland -19 | Duitsland -19 | Duitsland -19 | Duitsland -19 |
| --------------------- | ------------- | ------------- | ------------- | ------------- |
| Europees kampioen -19 | 1x            | 2014          |               |               |
| Duitsland -21         |               |               |               |               |
| Europees kampioen -21 | 1x            | 2017          |               |               |

## Persoonlijk
Öztunalı werd geboren in het Duitse Hamburg. Zijn vader komt uit Turkije, terwijl zijn moeder Duitse roots heeft en de dochter is van voetballegende Uwe Seeler.